# Pirrolidina

Pirrolidina, também conhecida como tetrahidropirrol, é um composto orgânico com a fórmula molecular C4H9N. É uma amina cíclica com um anel de cinco membros contendo quatro átomos de carbono e um átomo de nitrogênio. È um líquido claro com um desagradável cheiro de amônia.
Pirrolidina é encontrada naturalmente em folhas de tabaco e cenoura. O estrutura do anel da pirrolidina está presente em numerosos alcalóides naturais tais como nicotina e higrina. É encontrado em muitas drogas farmacêuticas tais como prociclidina e bepridil. Também forma a base para os compostos  racetama (e.g. piracetama, aniracetama).
O anel da pirrolidina é a estrutura dos aminoácidos prolina e hidroxiprolina.